# Clive Caldwell
Clive Robertson Caldwell (28 de julho de 1910 - 5 de agosto de 1994) foi um aviador militar australiano que se tornou ás da aviação durante a Segunda Guerra Mundial. Oficialmente, são creditadas a ele o abate de 28,5 aviões inimigos em mais de 300 missões operacionais. Além da sua pontuação oficial, lhe tem sido atribuídas outras seis prováveis vitórias e mais 15 aeronaves danificadas. Caldwell voou com um Supermarine Spitfire no teatro do Pacífico.